# Гортензиевые
Горте́нзиевые (лат. Hydrangeáceae) — относительно небольшое семейство цветковых растений, относящееся к порядку Кизилоцветные (Cornales), широко распространённое в Азии и Северной Америке, а также на небольшой территории юго-восточной Европы.
В широком смысле (согласно таксономической системе классификации APG) семейство состоит из 17 родов и примерно 260 видов, однако некоторые ботаники разбивают его на два семейства: Гортензиевые (Hydrangeaceae) и Чубушниковые (Philadelphaceae). Кроме того, к семейству иногда причисляют род Поттингерия (Pottingeria), однако другие ботаники относят его к семейству Баланофоровые (Balanophoraceae) либо к семейству Поттингериевые (Pottingeriaceae).
В более ранней системе классификации Кронквиста семейство Гортензиевые входило в состав порядка Розовые (Rosales).
На территории России наиболее распространены два рода этого семейства — Гортензия (Hydrangea) и Чубушник (Philadelphus).

## Общая характеристика
Вечнозелёные или листопадные кустарники, полукустарники, травянистые растения или лианы, распространённые в умеренном и субтропическом климате северного полушария.
Листья очередные либо супротивные, простые, цельные или редко пальчаторассечённые, подушкообразные, с черешком, с перистым или пальчатым жилкованием, без прилистников. Края листьев цельные, пильчатые либо зубчатые. Вегетативные почки имеют чешуйки.
Цветки мелкие или среднего размера, симметричные или реже слегка несимметричные, обоеполые (наружные цветки иногда бесплодные) либо обоеполые и мужские на одном растении, и обоеполые и женские на другом; собраны (в порядке уменьшения) в ложный зонтик, головку, щиток или кисть; имеют 4 (редко 5—12) лепестков. Околоцветник с отчётливой чашечкой и венчиком, спайночашелистиковый или редко многочашелистиковый; с заходящими друг на друга краями либо створчатый. Наружная чашечка отсутствует.
Плод обычно раскрывающийся, чаще всего коробочка или реже ягода, со множеством семян.

## В культуре

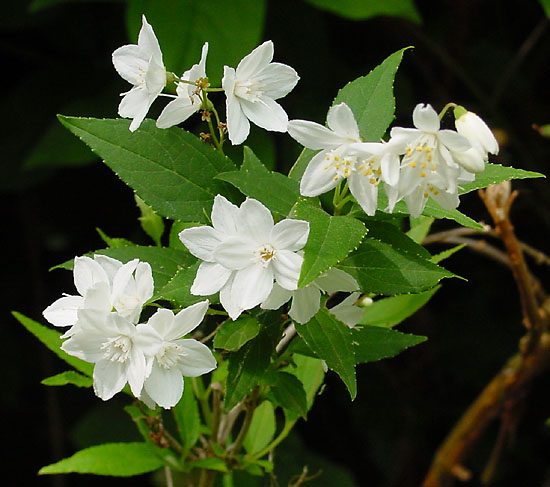
Deutzia gracilis

В Европе азиатские представители семейства впервые появились в XVIII в. Английский ботаник Джозеф Банкс в 1789 году привез из Китая первую гортензию, которая быстро стала популярным декоративным растением. В 1820 году гортензию завезли в Европу из Японии, а с 1900 года началась её селекция.
В первой половине XIX в через голландских купцов были введены в культуру японские и гималайские виды дейций. Китайские дейции появились в европейских садах к концу XIX столетия. Основная масса видов дейций интродуцируется в ХХ в.
Чубушники были введены в культуру в Центральной Америке, Малой и Восточной Азии в XII—XIII веках. В России в XVI—XVII веках эти растения наряду с сиренью и розами были широко распространены в царских и боярских садах. В Европе чубушники американского и азиатского происхождения появились в первой половине XIX века.

## Классификация
Роды:
| - Hydrangeaceae Dumort. sensu stricto - Бруссесия (Broussaisia) - Кардиандра (Cardiandra) - Декумария (Decumaria) - Дайнанте (Deinanthe) - Дихроа (Dichroa) - Гортензия (Hydrangea) - Киренгешома (Kirengeshoma) - Пилеостегия (Pileostegia) - Платикратер (Platycrater) - Вскрытостенка (Schizophragma) | - Philadelphaceae D.Don - Карпентерия (Carpenteria) - Дейция (Deutzia) - Фендлера (Fendlera) - Фендлерелла (Fendlerella) - Жамесия (Jamesia) - Чубушник (Philadelphus) - Випплея (Whipplea) |